# Schnals
Schnals (italià Senales) és un municipi italià, dins de la província autònoma de Tirol del Sud. És un dels municipis del districte i de Vinschgau. L'any 2007 tenia 1.395 habitants. Comprèn les fraccions de Karthaus (Certosa), Katharinaberg (Monte Santa Caterina) i Unser Frau (Madonna). Limita amb els municipis de Kastelbell-Tschars (Castelbello-Ciardes), Latsch (Laces), Mals (Malles Venosta), Moos in Passeier (Moso in Passiria), Naturns (Naturno), Partschins (Parcines), Schlanders (Silandro), i Sölden (Àustria).

## Situació lingüística
| Pertinença lingüística (cens 2001) | 97,29% alemany |
| Pertinença lingüística (cens 2001) | 2,71% italià   |
| Pertinença lingüística (cens 2001) | 0,00% ladí     |

## Administració

Territori comunal

| Període | Identitat            | Partit |
| ------- | -------------------- | ------ |
| 2004-   | Hubert Josef Variola | SVP    |